# Bey de Tunis
Pour les articles homonymes, voir Bey.
Le bey de Tunis est à l'origine un gouverneur représentant l'Empire ottoman à Tunis (Tunisie).
Le régime beylical, qui met fin à l'épisode d'Ibrahim Cherif qui suit la dynastie des Mouradites, se transforme rapidement en monarchie dont le bey est le souverain. À partir du XVIIIe siècle, les beys issus de la dynastie des Husseinites, fondée par Hussein Bey, acquièrent une autonomie de fait, c'est-à-dire une quasi-indépendance, vis-à-vis de leur suzerain : le sultan ottoman.
Bien que son pouvoir effectif soit affaibli par le protectorat français à partir de 1881, c'est après l'indépendance de la Tunisie, proclamée en 1956, que les beys perdent définitivement leur pouvoir qui est déjà passé de fait dans les mains du parti du Néo-Destour de Habib Bourguiba. Un éphémère royaume de Tunisie s'installe, bientôt chassé par la république, proclamée en 1957.

## Histoire
En 1574, avant de quitter Tunis, Sinan Pacha commandant le corps expéditionnaire qui avait pris possession de la ville au nom du sultan ottoman, procède à la mise en place du gouvernement de la nouvelle province. Celui-ci est dirigé par un pacha nommé pour trois ans assisté du diwan ou conseil de la régence qui comprend les officiers supérieurs ou deys qui sont au nombre de quarante. La prière du vendredi se fait au nom du sultan ottoman, commandeur des croyants, et une nouvelle monnaie frappée en son nom remplace la monnaie hafside. Une assemblée générale de la milice turque désigne quarante nouveaux deys dont l'un est choisi comme chef de gouvernement et des troupes et un autre, bey du camp, est chargé de lever les impôts et de juger les tribus de l'intérieur lors de tournées semestrielles.
Le pacha ne prend plus part aux affaires et le diwan doit être constitué uniquement dans les cas graves. Quelques années plus tard, Alger connaît la même évolution et porte au pouvoir un dey qui garde ses prérogatives jusqu'en 1830.
Les premiers deys de Tunis savent se concilier avec la population tunisienne. Parmi les premiers deys se détache nettement la personnalité de Youssef Dey qui succède à Othman Dey à la mort de celui-ci en 1610. Tunis doit beaucoup à Youssef Dey qui est secondé par son ministre et ami Ali Thabet.
Le dey est alors assisté du bey du camp, ainsi appelé parce qu'il commande la mhalla ou colonie volante chargée de lever les impôts en nature ou en espèce parmi les tribus. Du fait de ses attributions, il prend peu à peu une grande autorité auprès des tribus et habitants de l'intérieur qui connaissent plus que ce personnage comme représentant de l'autorité. Ce déplacement de pouvoir s'accentue lorsque la charge de bey du camp échoit en 1613 à un renégat nommé Mourad Bey qui fonde la première dynastie beylicale héréditaire.

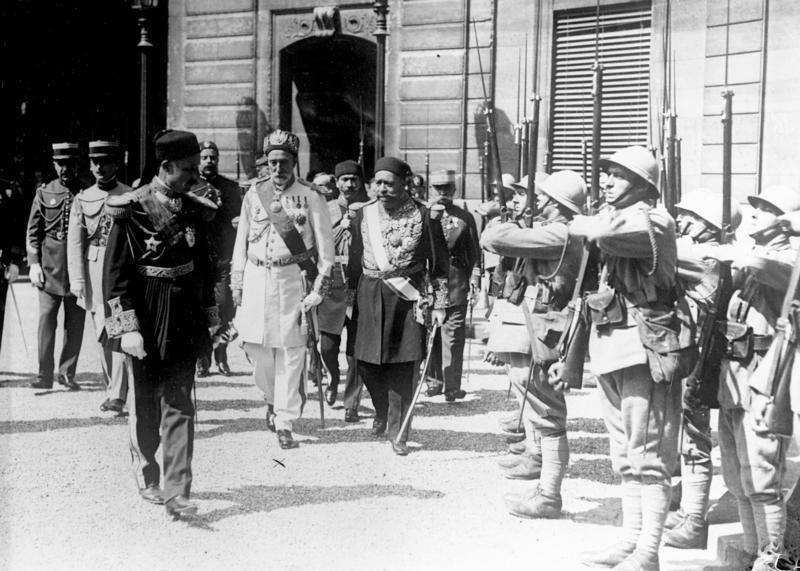
Visite de Habib Bey à Paris (juillet 1923).

Le régime beylical, qui met fin à l'épisode d'Ibrahim Cherif qui suit la dynastie des Mouradites, se transforme rapidement en monarchie dont le bey est le souverain. À partir du XVIIIe siècle, les beys issus de la dynastie des Husseinites acquièrent une autonomie de fait, c'est-à-dire une quasi-indépendance, vis-à-vis de leur suzerain : le sultan ottoman. Le premier représentant de cette dynastie est Hussein ben Ali, autochtone de par sa mère originaire de la région du Kef, qui fonde l'État husseinite en 1705.
Bien que son pouvoir effectif ait été affaibli par le protectorat français à partir de 1881, c'est après l'indépendance de la Tunisie, proclamée en 1956, que les beys perdent définitivement leur pouvoir qui est déjà passé de fait dans les mains du parti du Néo-Destour de Habib Bourguiba. Un éphémère royaume de Tunisie s'installe en 1956, bientôt chassé par la république, proclamée le 25 juillet 1957.

## Liste

### Dynastie mouradite
| # | Nom                    | Début règne | Fin règne | Notes                                                |
| - | ---------------------- | ----------- | --------- | ---------------------------------------------------- |
| 1 | Romdhane Bey           | vers 1593   | 1613      | Premier bey en titre (non mouradite)                 |
| 2 | Mourad Ier Bey         | 1613        | 1631      | Fondateur de la dynastie mouradite                   |
| 3 | Hammouda Pacha Bey     | 1631        | 1666      |                                                      |
| 4 | Mourad II Bey          | 1666        | 1675      |                                                      |
| 5 | Mohamed Bey El Mouradi | 1675        | 1696      | Partage le pouvoir avec son frère Ali Bey El Mouradi |
| 6 | Romdhane Bey           | 1696        | 1699      |                                                      |
| 7 | Mourad III Bey         | 1699        | 1702      |                                                      |
| 8 | Ibrahim Cherif         | 1702        | 1705      | Bey non mouradite                                    |

### Dynastie husseinite
| #  | Nom                | Début règne | Fin règne | Notes                                |
| -- | ------------------ | ----------- | --------- | ------------------------------------ |
| 9  | Hussein Ier Bey    | 1705        | 1735      | Fondateur de la dynastie husseïnite  |
| 10 | Ali Ier Pacha      | 1735        | 1756      |                                      |
| 11 | Mohamed Rachid Bey | 1756        | 1759      |                                      |
| 12 | Ali II Bey         | 1759        | 1782      | Régence du prince Hammouda dès 1777  |
| 13 | Hammouda Pacha     | 1782        | 1814      | Règne le plus long (32 ans)          |
| 14 | Osman Bey          | 1814        | 1814      | Règne le plus court (3 mois)         |
| 15 | Mahmoud Bey        | 1814        | 1824      |                                      |
| 16 | Hussein II Bey     | 1824        | 1835      |                                      |
| 17 | Moustapha Bey      | 1835        | 1837      |                                      |
| 18 | Ahmed Ier Bey      | 1837        | 1855      |                                      |
| 19 | Mohammed Bey       | 1855        | 1859      |                                      |
| 20 | Sadok Bey          | 1859        | 1882      | Début du protectorat français (1881) |
| 21 | Ali III Bey        | 1882        | 1902      |                                      |
| 22 | Hédi Bey           | 1902        | 1906      |                                      |
| 23 | Naceur Bey         | 1906        | 1922      |                                      |
| 24 | Habib Bey          | 1922        | 1929      |                                      |
| 25 | Ahmed II Bey       | 1929        | 1942      |                                      |
| 26 | Moncef Bey         | 1942        | 1943      |                                      |
| 27 | Lamine Bey         | 1943        | 1957      | Dernier bey de Tunis                 |

## Résidence

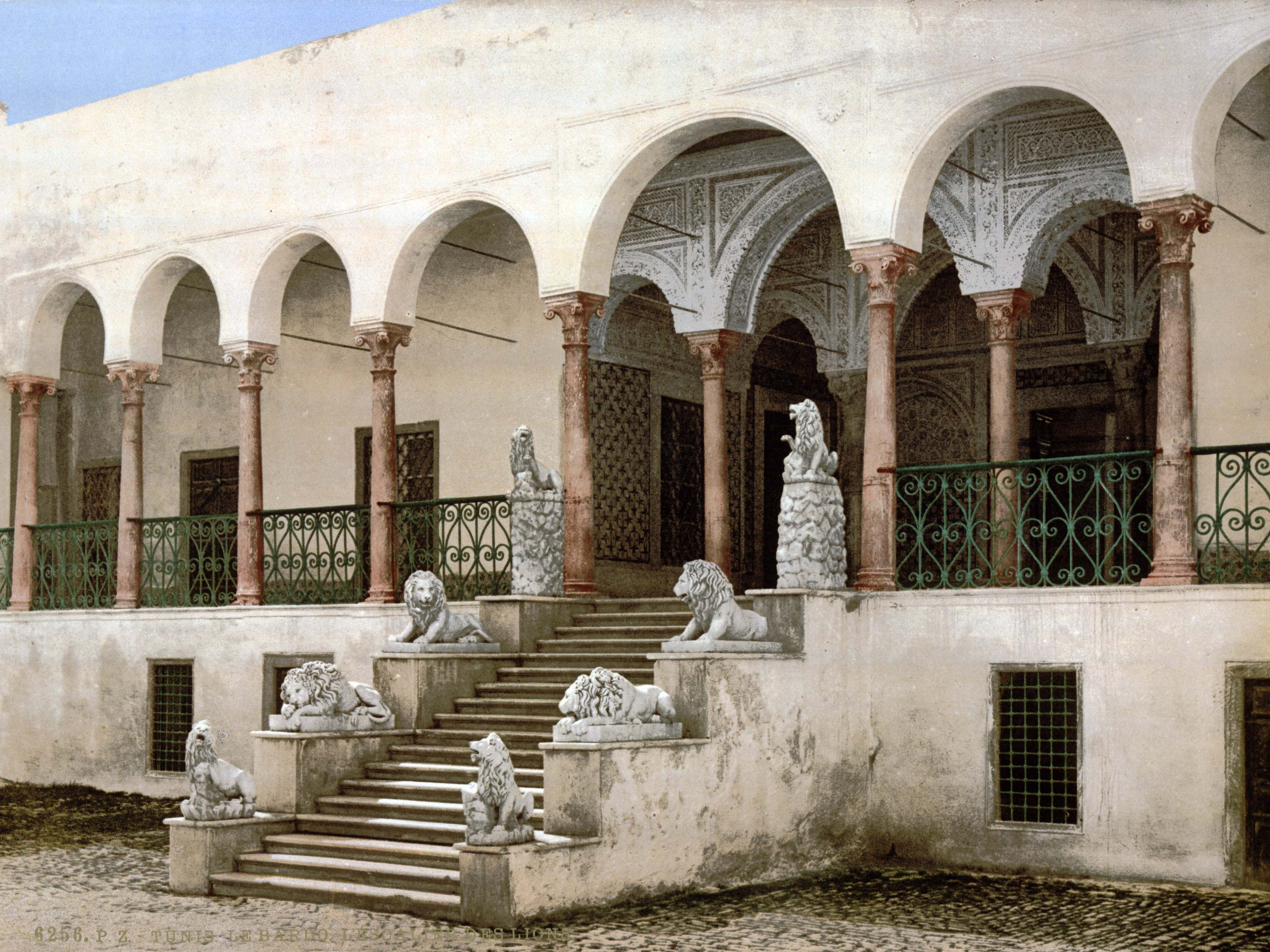
Escalier des Lions au palais du Bardo

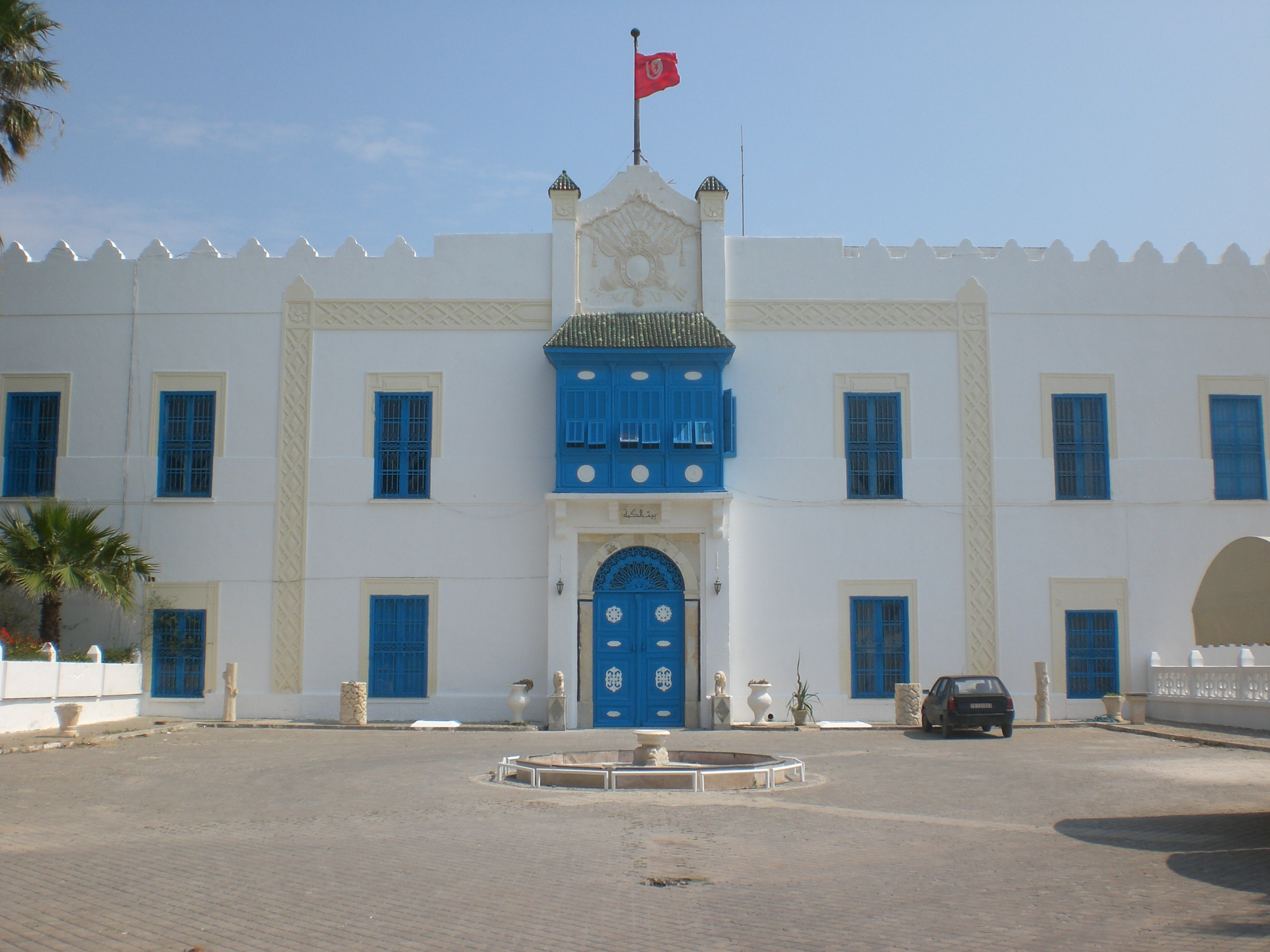
Ancien palais de Carthage

Chaque bey possède son palais car, selon la tradition, il ne peut vivre dans le palais de son prédécesseur par respect pour ses veuves. Parmi les plus importants figurent ceux du Bardo, de Ksar Saïd, de Carthage, de Hammam Lif, de Mornag ou encore de La Goulette. À propos du palais du Bardo, le botaniste français René Desfontaines qui visite la régence de Tunis à la fin du XVIIIe siècle, laisse la description suivante : 
« Le bey réside dans un joli château qu'on appelle le Bardo, situé au milieu d'une grande plaine, à trois quarts de lieue nord de la ville. Ce château est fort ancien : Léon l'Africain nous apprend que, de son temps, les rois y faisaient déjà leur séjour. Le mur qui l'entoure est bien bâti, et défendu par quelques pièces de canon placées du côté de la porte d'entrée. La cour du bey est nombreuse ; les officiers qui la composent sont, en général, très honnêtes et très polis envers les étrangers. »
Beaucoup ont été reconvertis après l'abolition de la monarchie : le palais du Bardo accueille le musée national du Bardo et l'Assemblée des représentants du peuple alors que celui de Carthage est devenu le siège de l'Académie tunisienne des sciences, des lettres et des arts.

Quelques palais beylicaux
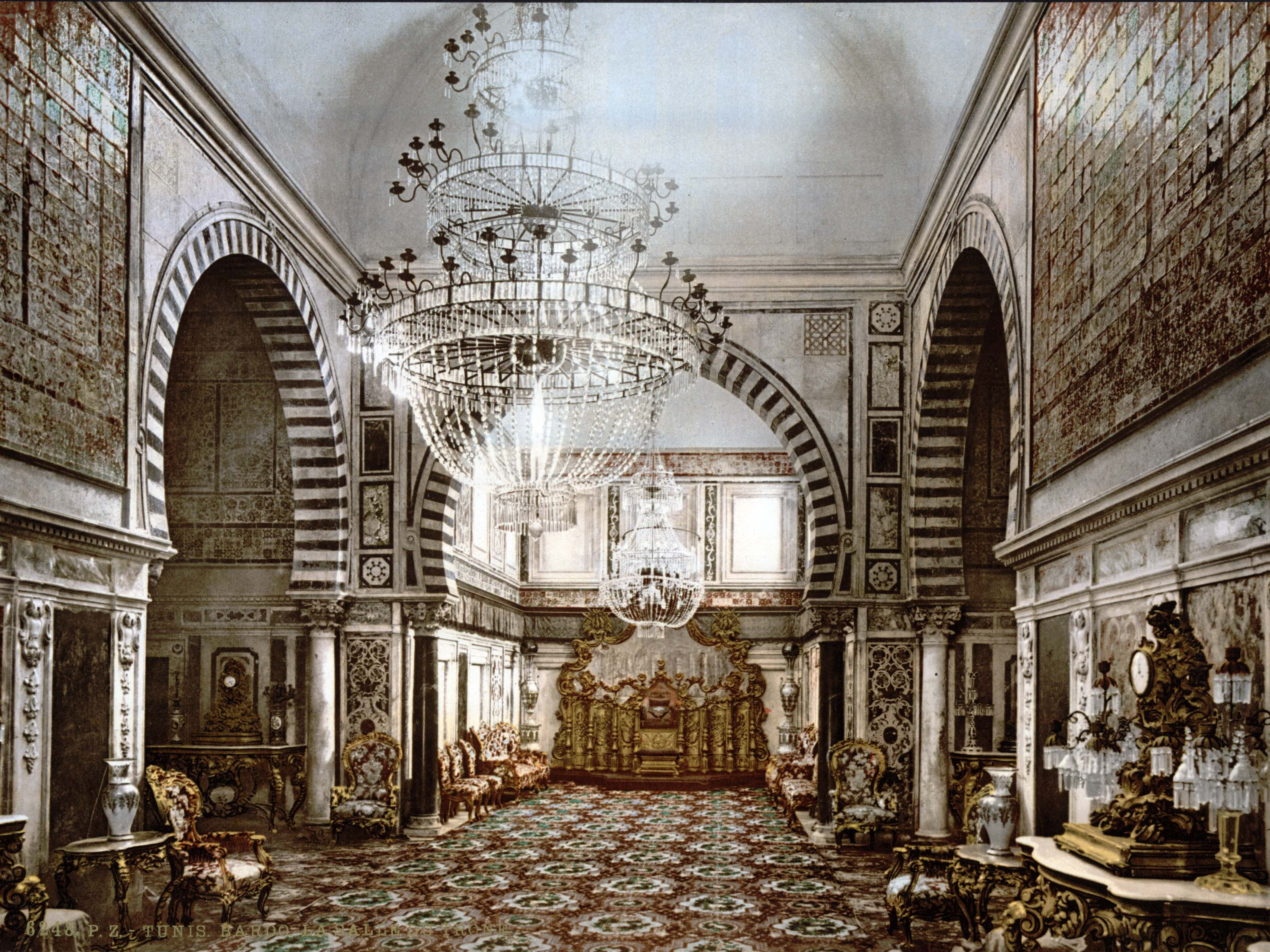
Salle du trône du palais du Bardo en 1899.
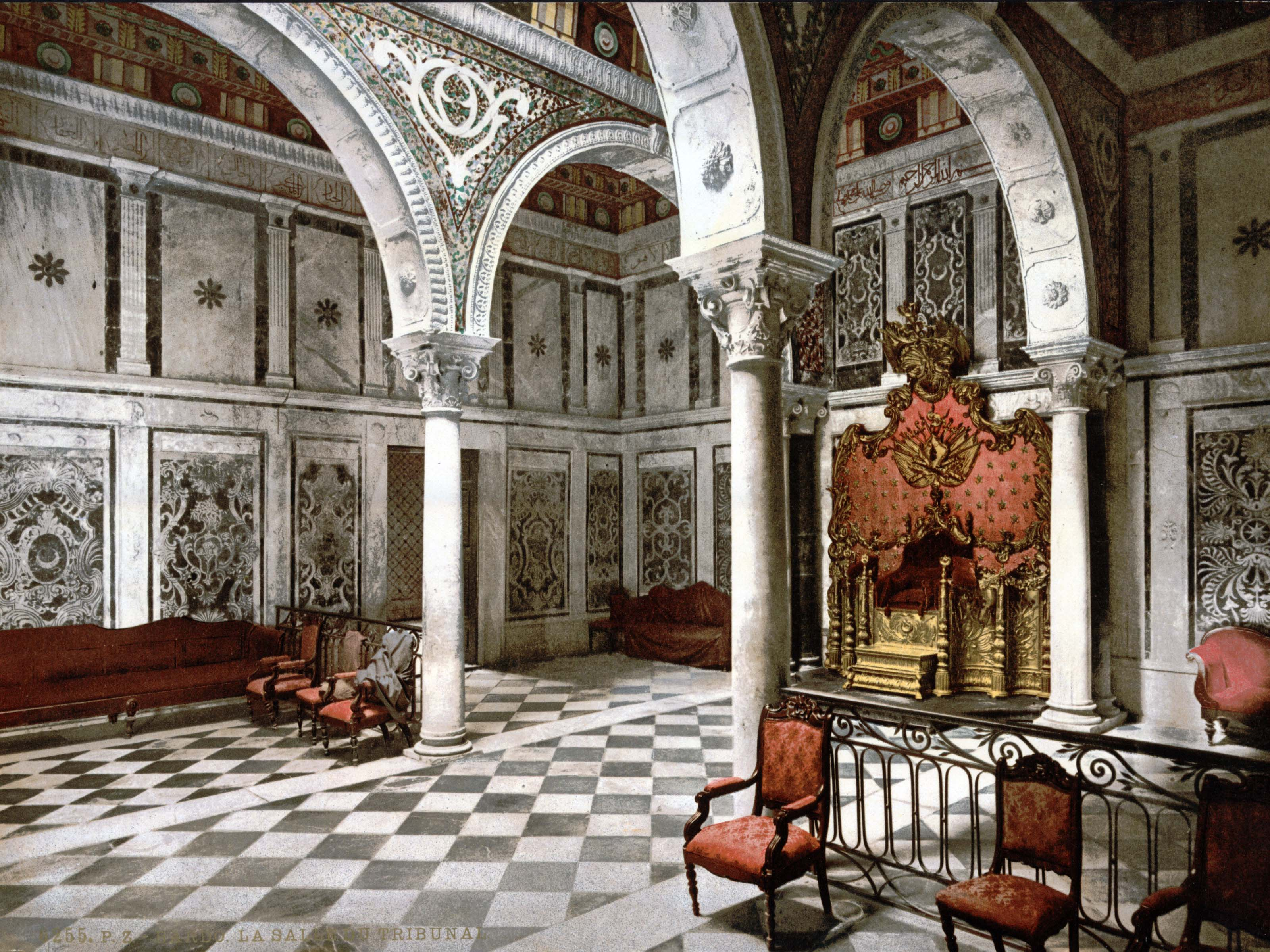
Salle de justice du palais du Bardo en 1899.
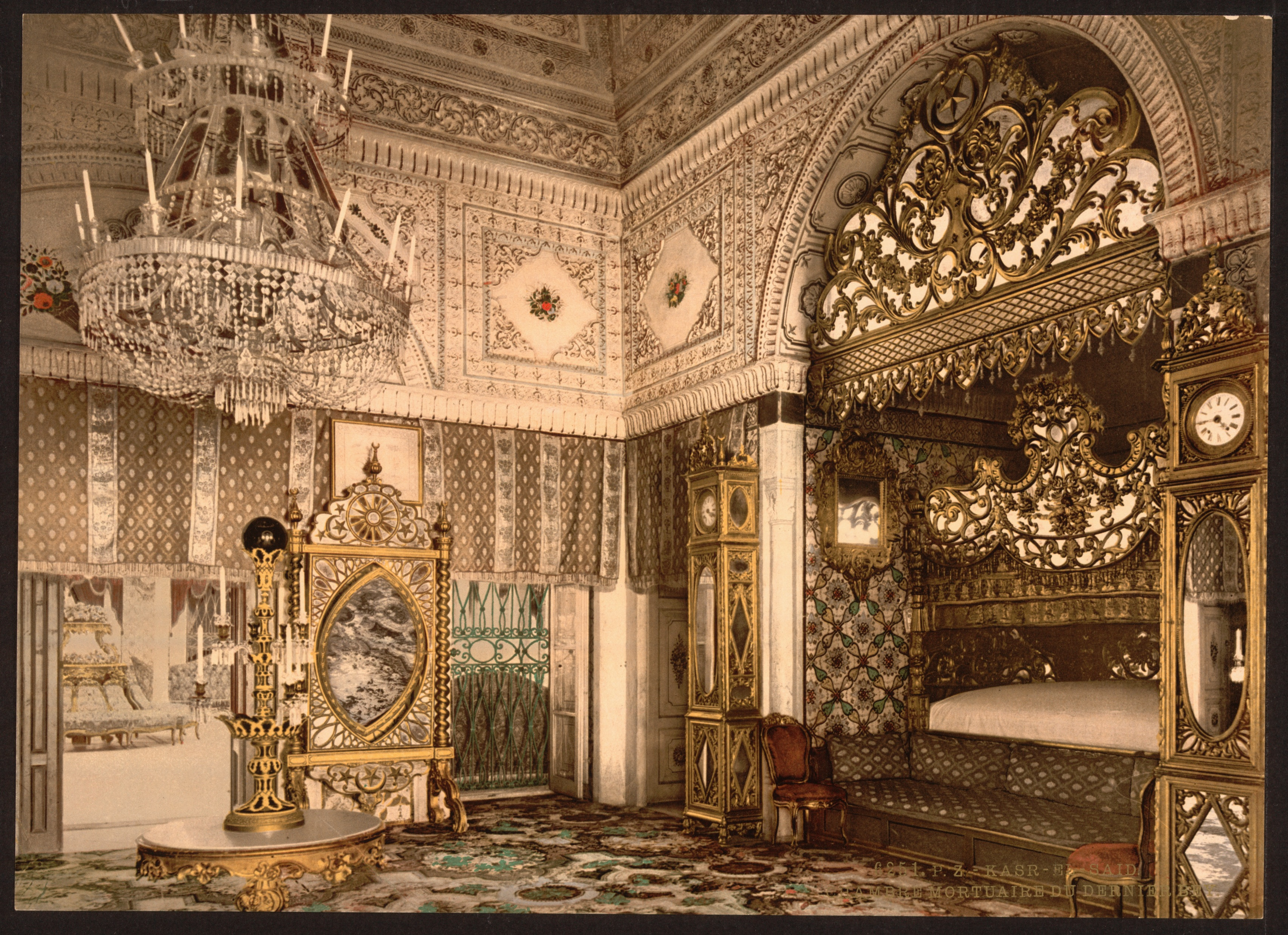
Chambre à coucher du bey au palais de Ksar Saïd en 1899.
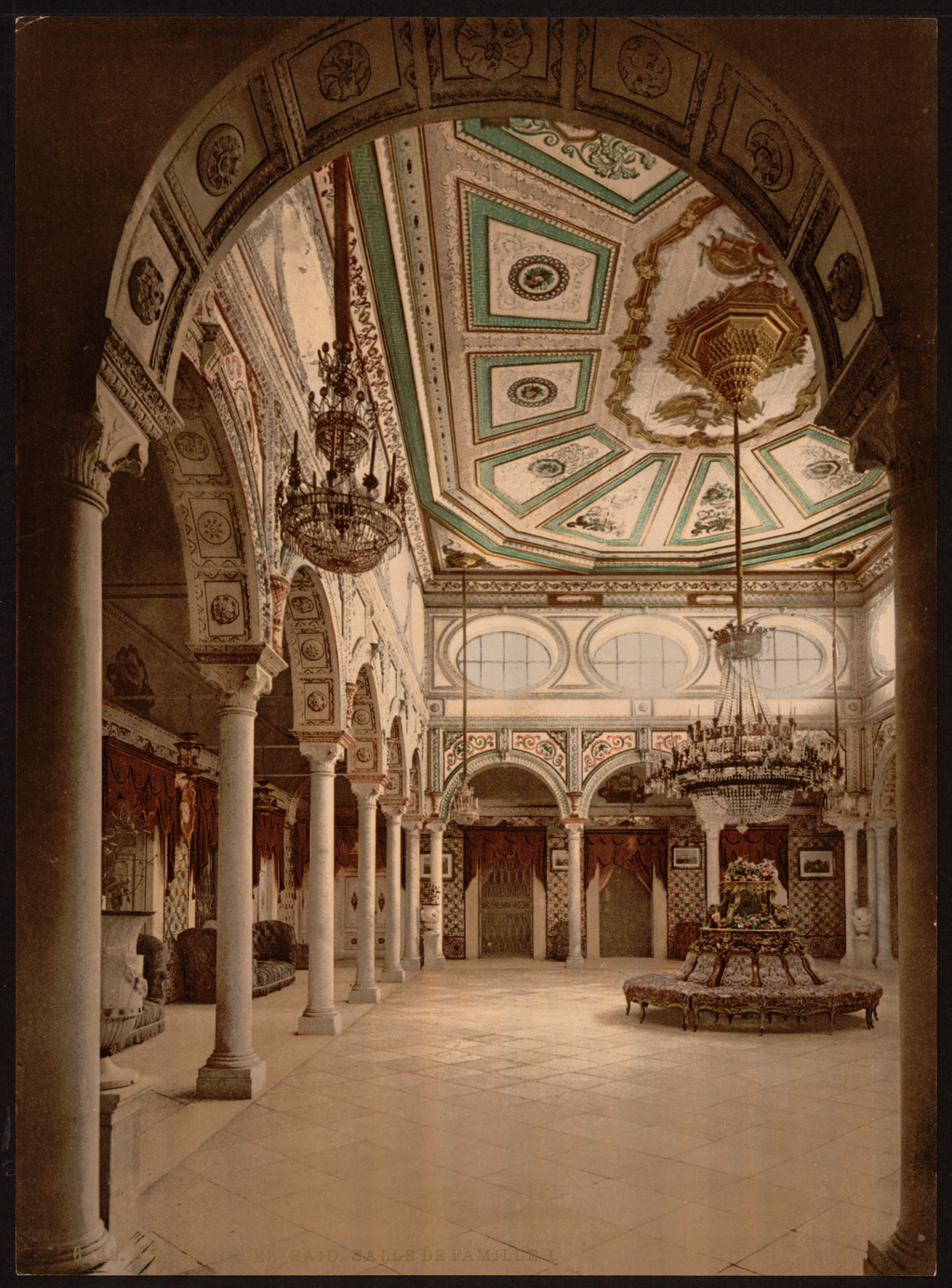
Vue d'un salon du palais de Ksar Saïd en 1899.
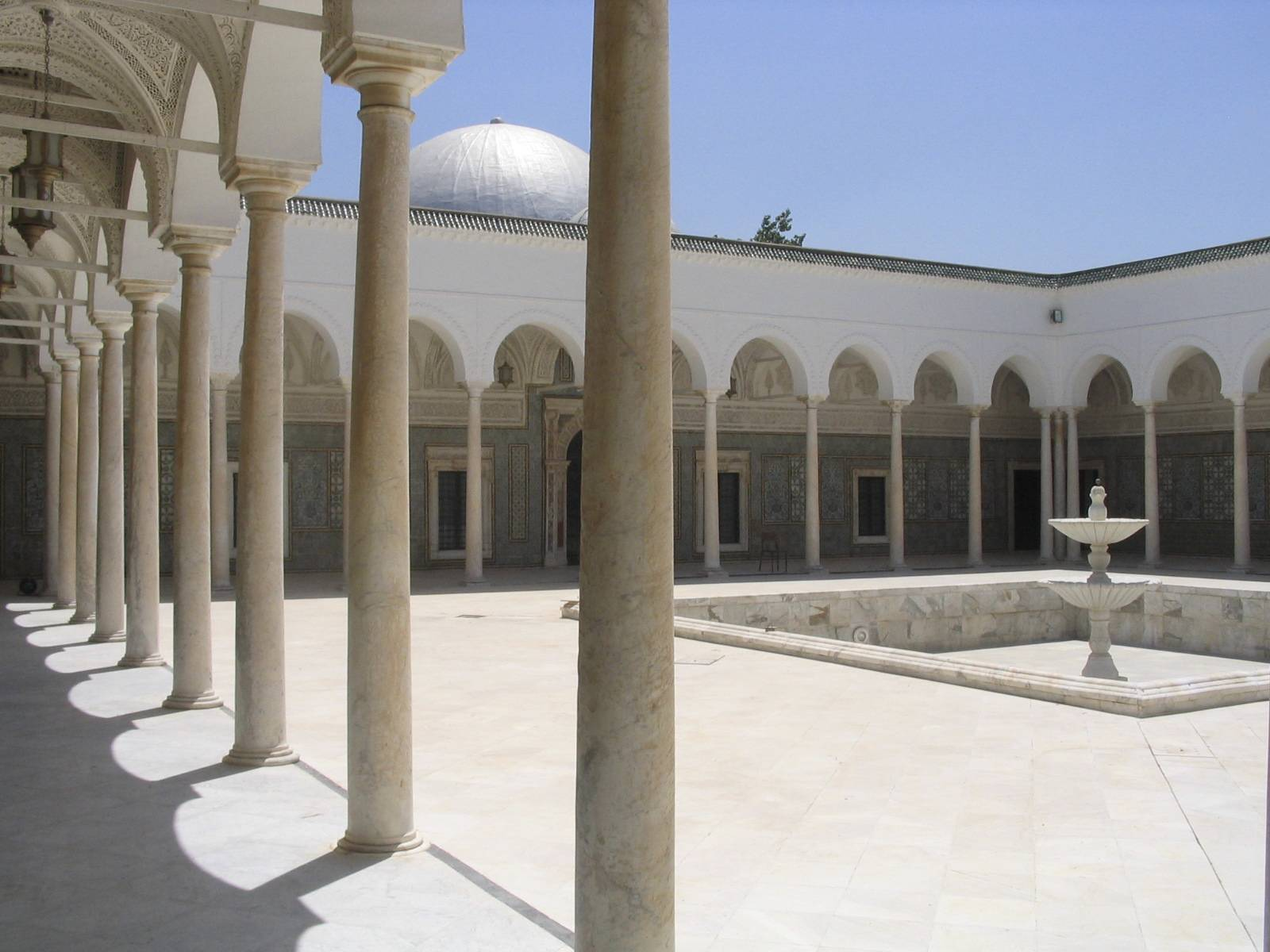
Patio du Palais de la rose (actuel musée militaire national).
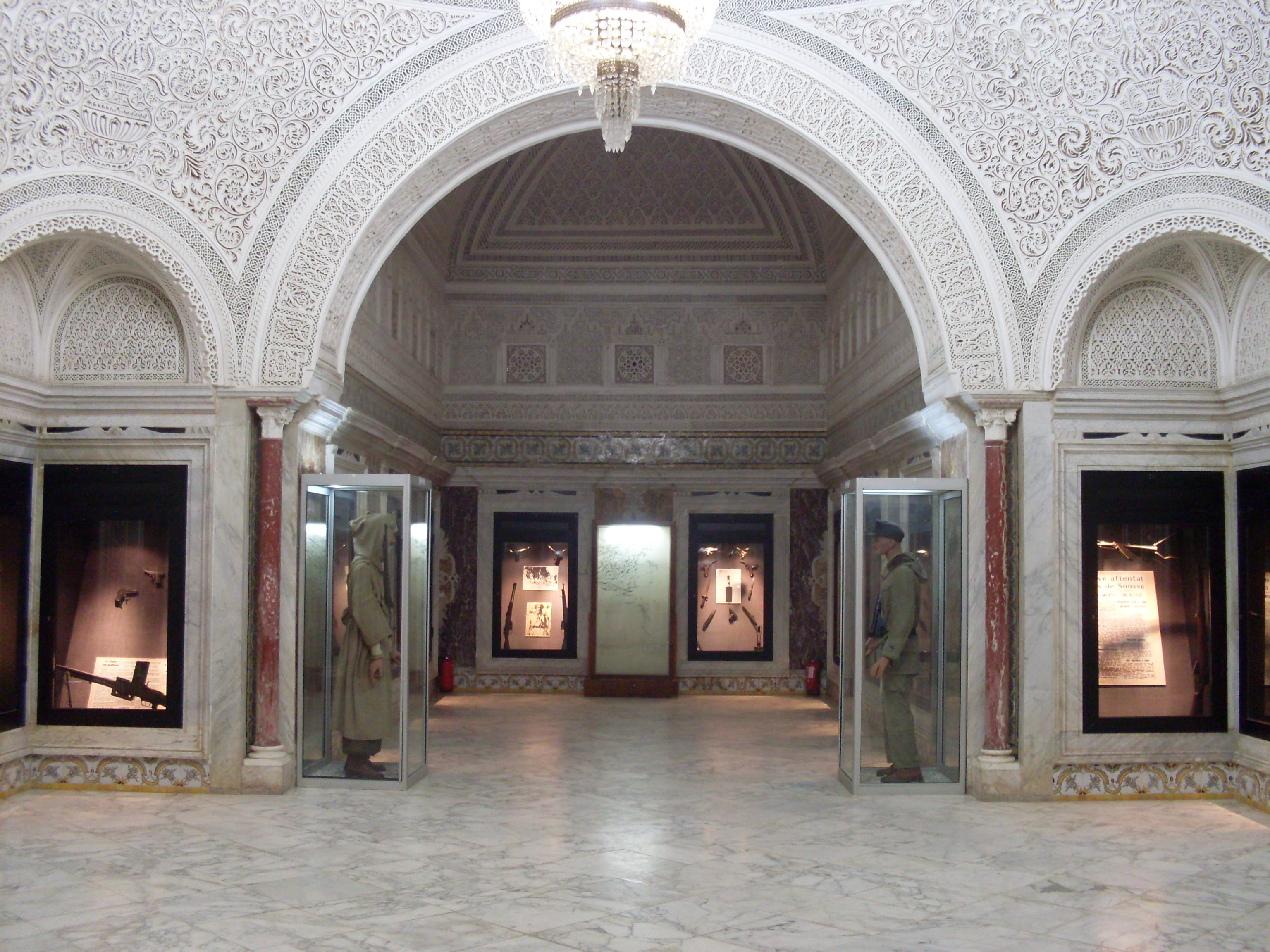
Salon d'honneur du Palais de la rose.

## Culture populaire
Les couleurs du bey de Tunis, le rouge et le vert, sont également celles du club de football du Stade tunisien qui se trouvait sous son patronage. On les trouve également dans des pâtisseries tunisiennes : l'une, appelée soupir du bey, est faite de pâte d'amande rose, verte et blanche ; l'autre, appelée baklawa du bey, est une forme de baklawa tunisien.

## Princesse consort de Tunisie

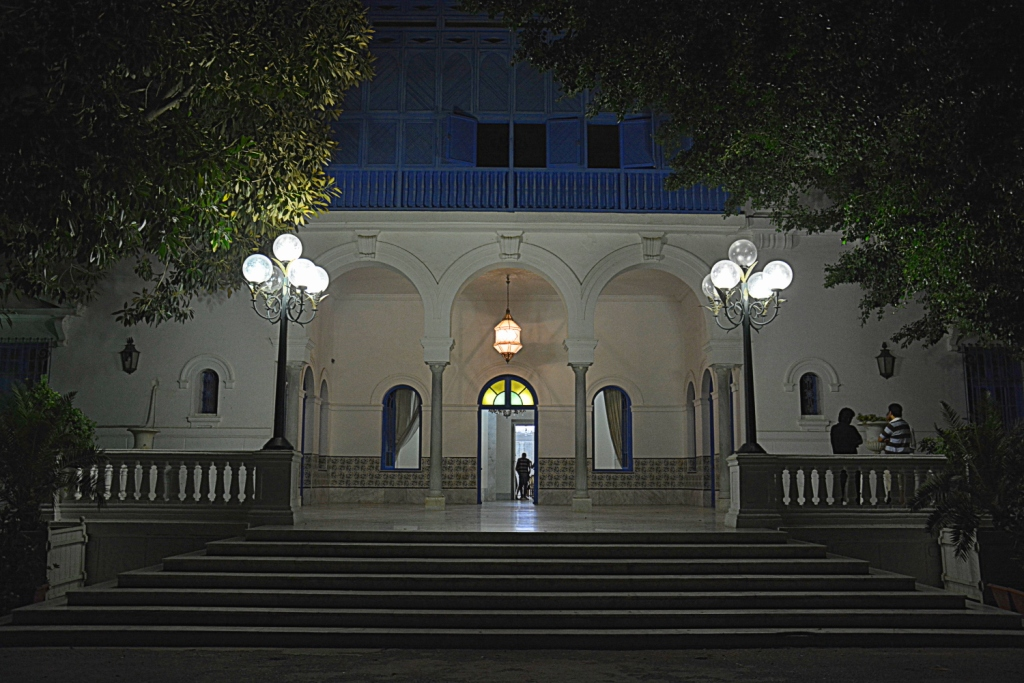
Palais Essaâda construit par Naceur Bey à l'intention de son épouse Lalla Kmar.

La princesse consort de Tunisie (épouse du bey de Tunis) est appelée Lalla Beya en référence à son époux.
Elle a peu ou pas de rôle dans les affaires de l'État et n'accompagne pas son époux lors de visites diplomatiques à l'étranger ou lors des dîners officiels au palais. Son seul souci est la gestion du palais et du harem.
La première princesse consort de la dynastie husseinite est Lalla Jannat, en tant qu'épouse de Hussein Ier Bey. La plupart des beys ont plusieurs épouses, car la polygamie est en usage jusqu'à l'adoption du Code du statut personnel. Très peu ont pris une seule épouse, à l'instar de Lamine Bey, qui n'épouse que Jeneïna Beya (1887-1960), qui est donc la dernière princesse consort de Tunisie avant l'instauration de la république le 25 juillet 1957.
La princesse Lalla Kmar (1862-1942) est princesse consort de Tunisie durant trois règnes, après avoir épousé successivement Sadok Bey, Ali III Bey puis Naceur Bey, et joue un rôle notable dans les affaires du beylicat. Naceur Bey publie un décret ordonnant sa protection, l'absence d'atteinte à ses droits et lui attribuant un salaire. Il lui construit également le palais Essaâda situé à La Marsa pendant la Première Guerre mondiale, entre 1914 et 1915.